# Nickelodeon Kids’ Choice Awards 2003
16. gala Nickelodeon Kids’ Choice Awards odbyła się 12 kwietnia 2003 roku. Prowadzącą galę była Rosie O’Donnell.

## Prowadząca
Rosie O’Donnell

## Nominacje

### Film

#### Najlepszy film
- Austin Powers i Złoty Członek (Zwycięstwo)
- Harry Potter i Komnata Tajemnic
- Epoka lodowcowa
- Spider-Man

#### Najlepszy aktor
- Adam Sandler (Mr. Deeds) (zwycięstwo)
- Jackie Chan (Smoking)
- Mike Myers (Austin Powers i Złoty Członek)
- Will Smith (Faceci w czerni 2)

#### Najlepsza aktorka
- Halle Berry (Śmierć nadejdzie jutro)
- Amanda Bynes (Duży, gruby kłamczuch) (Zwycięstwo)
- Kirsten Dunst (Spider-Man)
- Jennifer Lopez (Pokojówka na Manhattanie)

#### Najlepszy dubbing filmu animowanego
- Matt Damon (Mustang z Dzikiej Doliny)
- Denis Leary (Epoka lodowcowa)
- Ray Romano (Epoka lodowcowa)
- Adam Sandler (Osiem szalonych nocy) (Zwycięstwo)

#### Najlepszy bokser
- Jackie Chan (Smoking) (Zwycięstwo)
- Dwayne Johnson (Król Skorpion)
- Tobey Maguire (Spider-Man)
- Elijah Wood (Władca Pierścieni: Dwie wieże)

#### Najlepsza bokserka
- Halle Berry (Śmierć nadejdzie jutro)
- Sarah Michelle Gellar (Buffy: Postrach wampirów)
- Beyoncé Knowles (Austin Powers i Złoty Członek)
- Jennifer Love Hewitt (Smoking) (Zwycięstwo)

### Muzyka

#### Najlepsza grupa muzyczna
- B2K (Zwycięstwo)
- Baha Men
- *NSYNC
- Destiny’s Child

#### Najlepsza piosenkarka
- Ashanti (Zwycięstwo)
- Jennifer Lopez
- Britney Spears
- Pink

#### Najlepszy piosenkarz
- Nelly (Zwycięstwo)
- Justin Timberlake
- Bow Wow
- Lil’ Romeo

#### Najlepsza grupa
- No Doubt (Zwycięstwo)
- Aerosmith
- Dixie Chicks
- Creed

#### Najlepsza piosenka
- Sk8er Boi (Avril Lavigne) (Zwycięstwo)
- Jenny From the Block (Jennifer Lopez)
- Girlfriend (*NSYNC feat. Nelly)
- Dilemma (Nelly feat. Kelly Rowland)

### Telewizja

#### Najlepszy film
- Siódme niebo
- All That
- Przyjaciele
- Lizzie McGuire (Zwycięstwo)

#### Najlepsza aktorka telewizyjna
- Jennifer Aniston (Przyjaciele)
- Amanda Bynes (Szał na Amandę i Siostrzyczki) (Zwycięstwo)
- Hilary Duff (Lizzie McGuire)
- Melissa Joan Hart (Sabrina, nastoletnia czarownica jako Sabrina Spellman)

#### Najlepszy aktor telewizyjny
- Nick Cannon (The Nick Cannon Show)
- Adam Lamberg (Lizzie McGuire)
- Bernie Mac (The Bernie Mac Show)
- Frankie Muniz (Zwariowany świat Malcolma) (Zwycięstwo)

#### Najlepsza kreskówka
- SpongeBob Kanciastoporty (Zwycięstwo)
- Pełzaki
- Simpsonowie
- Kim Kolwiek

### Sport

#### Najlepsza sportsmenka
- Michelle Kwan (Zwycięstwo)
- Mia Hamm
- Serena Williams
- Venus Williams

#### Najlepszy sportowiec
- Tony Hawk (Zwycięstwo)
- Shaquille O’Neal
- Tiger Woods
- Kobe Bryant

#### Najlepsza drużyna sportowa
- Los Angeles Lakers (Zwycięstwo)
- Miami Dolphins
- New York Yankees
- Anaheim Angels

### Pozostałe kategorie

#### Najlepsza gra wideo
- SpongeBob SquarePants: Revenge of the Flying Dutchman (Zwycięstwo)
- Mario Party 4
- Harry Potter i Komnata Tajemnic
- Spider-Man

#### Najlepsza książka
- Seria niefortunnych zdarzeń (Zwycięstwo)
- Double Fudge
- Kapitan Majtas seria
- Harry Potter seria